# 칼리닌그라드 동물원
칼리닌그라드 동물원(러시아어: Калининградский зоопарк)은 러시아에서 가장 크며 역사가 긴 동물원 중 하나이다. 이 동물원은 1896년 칼리닌그라드(당시에는 쾨니히스베르크)에서 문을 열었다.
16.5 헥타르 면적의 이 동물원에는 315 종의 동물이 있으며 전시되어있는 동물은 총 2264마리에 달한다(2005년 기준). 한편 칼리닌그라드 동물원은 기존의 구경거리인 동물뿐만 아니라 희귀 식물, 이를테면 공룡과 그 시대의 맥락을 같이 하는 '징코 빌로바 나무'를 보유하고 있는 수목원이기도 하다.
또한 칼리닌그라드 동물원에서는 청동 사슴상, 오랑우탄 석상 등 동물 조각품들을 구경할 수 있다. 동물원의 입구는 여러 동물들의 초상 조각들로 장식되어 있다. 그 외에도 동물원 내에는 전쟁전의 건물들과 분수들이 위치해 있다.

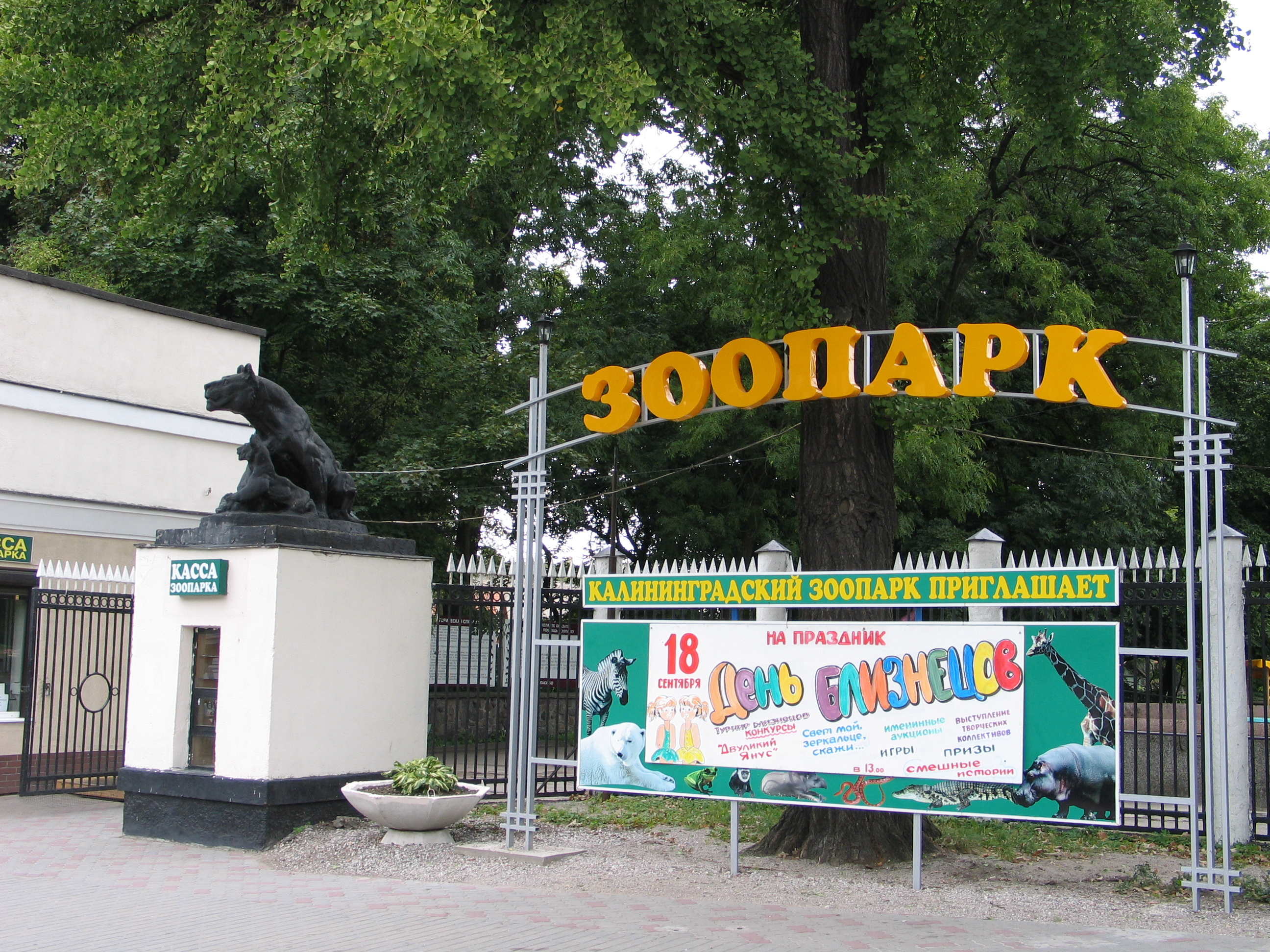
동물원 입구

## 주소
- 주소: 칼리닌그라드 평화로(проспект Мира) 26번지 236000